# Variációszámítás

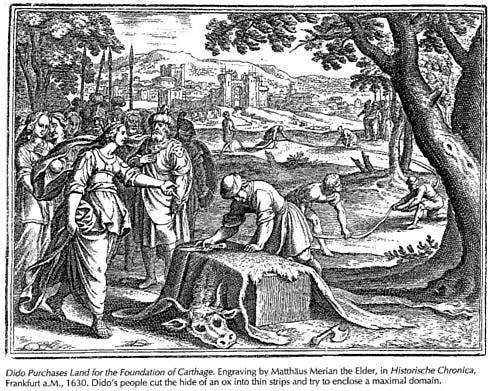
Karthágó megalapítása a Frankfurti Krónikában (1630)

A variációszámítás a matematikai analízis egyik fontos területe. Feladata, hogy adott feltételeknek, általában szélsőértékeknek eleget tevő függvényeket határozzunk meg. Eredete az ókorba nyúlik vissza, a legkorábbi variációszámítási problémát az Aeneis idézi: Dido királyné annyi földet ad Aeneasnak, amennyit egy ökör bőrével körbe tud keríteni. Aeneas, a klasszikus hős, ki nem csak erős és ügyes, de okos is, megoldja a feladatot: a bőrt behasogatja, és ily módon egy hosszú, vékony csíkot tud készíteni, amivel egy hatalmas méretű kört keríthet körbe, ami elég neki és a trójai menekülteknek.
A variációszámítás komolyabb alkalmazásai a frissen kialakuló fizikában jelentek meg. Egy tipikus korai probléma a brachisztochron-probléma – melyik a leggyorsabban bejárható pálya két pont között? A mechanikát a XVIII. században sikerült variációszámítási módszerekkel egyszerű elvekből levezetni, ennek mintájára épült fel a relativitáselmélet és a kvantummechanika is.

## A variációszámítás feladata, módszerei
A variációszámítás során bizonyos feltételeknek eleget tevő függvényeket keresünk. Ilyen lehet a két pontot összekötő legrövidebb vonal, egy görbe alatti legkisebb terület, stb...
Ezt legkönnyebben az ismeretlenre vonatkozó, a problémát leíró függvény segítségével tehetjük meg. Ha a szóba jöhető függvények vektorteret alkotnak, akkor az efelett értelmezett lineáris funkcionálok segítségével a variációszámítási feladatok differenciálegyenletek formájában jelentkeznek. Ezek megoldását az Euler-féle differenciálegyenletek segítségével lehet megkeresni.
A funkcionálok ugyanis speciális függvények, méghozzá valamely halmazon értelmezett függvényekhez, mint vektorokhoz számot rendelő függvények. E tekintetben a differenciálszámítás a szélsőértékek megkeresésében segít, csak éppen ezt egy függvényalgebrán kell műveljük.

### Az egydimenziós Euler-féle differenciálegyenlet
Keressük azt az {\displaystyle F(x,y(x),y'(x))} függvényt, amire az {\displaystyle \int F\mathop {{\text{d}}x} } minimális. Ekkor a deriválás tulajdonságai alapján kapjuk, hogy
{\displaystyle {\frac {\text{d}}{\mathop {{\text{d}}y} }}\int F(x,y(x),y'(x))\mathop {{\text{d}}x} =0.}
Ha feltételezzük, hogy {\displaystyle y_{0}(x)} megfelelő függvény, akkor ennek egy közelítése az {\displaystyle y(x)=y_{0}(x)+\epsilon \eta (x)} függvény, ahol {\displaystyle \eta (x)} legalább kétszer folytonosan differenciálható függvény, és {\displaystyle \epsilon \in \mathbb {R} }. Ekkor az {\displaystyle F} függvény az alábbi alakot veszi fel:
{\displaystyle F(x,y_{0}(x)+\epsilon \eta (x),y_{0}'(x)+\epsilon \eta '(x)).}
A függvényhez egy megfelelő funkcionál rendelhető, ha peremfeltételként kikötjük, hogy {\displaystyle y_{0}(a)=A,} és {\displaystyle y_{0}(b)=B}:
{\displaystyle I(\epsilon )=\int _{a}^{b}F(x,y_{0}(x)+\epsilon \eta (x),y_{0}'(x)+\epsilon \eta '(x)).}
Ennek kísérő feltétele, hogy {\displaystyle \eta (a)=\eta (b)=0} legyen.
Ezzel a probléma egyszerű szélsőérték-problémává redukálódik, miszerint
{\displaystyle {\frac {{\text{d}}I}{\mathop {{\text{d}}\epsilon } }}=0,\,\epsilon =0.}
A továbblépés érdekében tegyük fel, hogy {\displaystyle F} "elég sokszor" differenciálható az {\displaystyle (x,y_{0}(x),y_{0}'(x))} vektor körül. Ez lényeges, ugyanis így {\displaystyle F} Taylor-sorba fejthető körülötte, így kapjuk, hogy
{\displaystyle I(\epsilon )=\int _{a}^{b}F(x,y_{0}(x),y_{0}'(x))+{\frac {\partial F}{\partial y}}(X,y_{0}(x),y_{0}'(x))\epsilon \eta +{\frac {\partial F}{\partial y'}}(x,y_{0}(x),y_{0}'(x))\epsilon \eta '+O(\epsilon ^{2})\mathop {{\text{d}}x} .}
ahol az utolsó tag a Landau-féle nagy ordó szimbólum.
Az integrálás linearitását kihasználva az egyes tagokat külön integrálhatjuk:
{\displaystyle \left.{\frac {\mathop {\text{d}} I}{\mathop {{\text{d}}\epsilon } }}\right|_{\epsilon =0}\int _{a}^{b}\eta {\frac {\partial F}{\partial y}}\mathop {{\text{d}}x} +\int _{a}^{b}\eta '{\frac {\partial F}{\partial y'}}\mathop {{\text{d}}x} =0.}
A második tagot parciálisan integrálhatjuk, majd figyelembe véve {\displaystyle \eta (x)}-ra tett kikötésünket, kapjuk, hogy
{\displaystyle \int _{a}^{b}\eta \left({\frac {\partial F}{\partial y}}-\mathop {\frac {\text{d}}{{\text{d}}x}} {\frac {\partial F}{\partial y'}}\right)\mathop {{\text{d}}x} =0.}
Mivel ennek minden, a feltételnek megfelelő {\displaystyle \eta (x)} függvény esetén teljesülnie kell, kapjuk:
{\displaystyle {\frac {\partial F}{\partial y}}+\mathop {\frac {\text{d}}{{\text{d}}x}} {\frac {\partial F}{\partial y'}}=0}.

#### Példa
Keressük azt a görbét, ami a {\displaystyle P_{1}(a,A)} és {\displaystyle P_{2}(b,B)} pontokra illeszkedik, és hossza a legrövidebb.
Egy {\displaystyle y(x)} görbe ívhosszát az {\displaystyle \int _{a}^{b}{\sqrt {1+y'^{2}(x)}}\mathop {{\text{d}}x} } integrál adja meg. Ebből azonnal adódik, hogy {\displaystyle F(x,y,y')={\sqrt {1+y'^{2}}}}. Erre felírhatjuk az Euler-féle differenciálegyenletet:
{\displaystyle {\frac {\partial F}{\partial y}}+\mathop {\frac {\text{d}}{{\text{d}}x}} {\frac {\partial F}{\partial y'}}=0}.
Mivel {\displaystyle F} nem függ {\displaystyle y}-tól, ezért az első tag nulla. A második tagot először {\displaystyle y'} szerint differenciáljuk:
{\displaystyle {\frac {\partial F}{\partial y'}}=-{\frac {1}{2{\sqrt {1+y'^{2}}}}}.}
Ezt most {\displaystyle x} szerint deriváljuk. Ezt az összetett függvények deriválási szabálya alapján tehetjük meg:
{\displaystyle \mathop {\frac {\text{d}}{{\text{d}}x}} \left(-{\frac {1}{\sqrt {1+y'^{2}}}}\right)={\frac {1}{{\sqrt {1+y'^{2}}}^{3}}}\cdot y''.}
A megfelelő differenciálegyenlet tehát
{\displaystyle {\frac {y''}{{\sqrt {1+y'^{2}}}^{3}}}=0,}
aminek nevezője sohasem 0, így a differenciálegyenlet redukálódik a
{\displaystyle y''=0}
formára. Ennek megoldása a {\displaystyle y(x)=C_{1}x+C_{2}}. Ha figyelembe vesszük a kezdeti paramétereket, akkor az
{\displaystyle \left.{\begin{aligned}C_{1}a+C_{2}&=A\\C_{1}b+C_{2}&=B\end{aligned}}\right\}}
egyenletrendszert kapjuk. Ennek megoldása: {\displaystyle \left({\frac {A-B}{a-b}};{\frac {aB-Ab}{a-b}}\right)}. A keresett függvény tehát:
{\displaystyle y(x)={\frac {A-B}{a-b}}x+{\frac {aB-Ab}{a-b}},}
ami éppen egy egyenes egyenlete.
A differenciálegyenlet általánosított, differenciálgeometriai alakja a tetszőleges geometriában értelmezett "egyenesek", a geodetikusok definiáló egyenlete is egyben.

## Klasszikus problémák
A variációszámítás néhány kifejezetten érdekes és akár híresnek is tekinthető probléma megoldását is szolgáltatja.

### Izoperimetrikus probléma
Adott kerületű síkidomok közül melyik a legnagyobb területű? A kérdésre elsőként választ az Aeneisben találhatunk. Természetesen a matematikában ennél megalapozottabb választ szeretnénk kapni. A tételre választ már az ókorban Zenodórosz is adott,
Szigorú igazolást lehet ugyan geometriai módszerekkel is adni, de a variációs módszer lényegesen egyszerűbb. Vegyük a görbét paraméteres formában:
{\displaystyle C(x(t),y(t))}.
ekkor az ívhosszat az
{\displaystyle P=\int {\sqrt {(x')^{2}+(y')^{2}}}\mathop {{\text{d}}x} }
integrál adja meg. A területet is ki lehet számítani integrállal:
{\displaystyle A={\frac {1}{2}}\int xy'+x'y\mathop {{\text{d}}t} }.
Közelítsük a keresett függvényt egy töröttvonallal. A töröttvonal álljon az {\displaystyle y_{k}} sorozat pontjaiból! Ekkor a {\displaystyle P(y)} függvényre diszkrét formában is felírhatjuk a variációs egyenletet. Ha két egymás melletti pontban végzünk módosítást, akkor:
{\displaystyle \mathop {\text{d}} y_{k}\left({\frac {\partial P}{\partial y_{k}}}-{\frac {1}{\Delta t}}\left({\frac {\partial P}{\partial y'_{k+1}}}-{\frac {\partial P}{\partial y'_{k}}}\right)\right)+\mathop {\text{d}} y_{k+1}\left({\frac {\partial P}{\partial y_{k+1}}}-{\frac {1}{\Delta t}}\left({\frac {\partial P}{\partial y'_{k+2}}}-{\frac {\partial P}{\partial y'_{k+1}}}\right)\right)=0.}
Elég rémisztő, ezért kissé kompaktabb formában nézzük meg:
{\displaystyle \mathop {\text{d}} y_{k}\Delta P_{k}+\mathop {\text{d}} y_{k+1}\Delta P_{k+1}=0.}
Ugyanez az egyenlet adódik a terület esetén is.
Ha van egy megoldásunk, akkor vanegy olyan {\displaystyle \lambda \in \mathbb {R} } szám, hogy {\displaystyle A-\lambda P=0}. A két egyenlet egyben felírható variációs elvként is.
Az Euler-féle differenciálegyenlet tehát az
{\displaystyle F=A-\lambda P={\frac {1}{2}}(xy'+x'y)-\lambda {\sqrt {(x')^{2}+(y')^{2}}}}
függvényre írható fel:
{\displaystyle \left.{\begin{aligned}{\frac {\partial F}{\partial x}}+\mathop {\frac {\text{d}}{{\text{d}}t}} {\frac {\partial F}{\partial x'}}&=0\\{\frac {\partial F}{\partial x}}+\mathop {\frac {\text{d}}{{\text{d}}t}} {\frac {\partial F}{\partial x'}}&=0\end{aligned}}\right\}}
Ha a t paraméter az ívhosszat jelenti, akkor a fenti két differenciálegyenlet jelentősen egyszerűsödik:
{\displaystyle \left.{\begin{aligned}y'+\lambda x''&=0\\-x'+\lambda y''&=0\end{aligned}}\right\}}.
Az egyenletrendszer megoldásait az
{\displaystyle \left.{\begin{aligned}x(t)&=x_{0}+\lambda \cos \left({\frac {t-t_{0}}{\lambda }}\right)\\y(t)&=y_{0}+\lambda \sin \left({\frac {t-t_{1}}{\lambda }}\right)\end{aligned}}\right\}}
egyenletek adják. Ez pedig éppen egy (x0;y0) középpontú, λ sugarú kör paraméteres egyenlete. Ezzel a probléma megoldattatott.

### Brachisztochron-probléma

A leggyorsabban befutható pálya nem egyenes vagy töröttvonal, hanem egy ciklois (pirossal jelölve)

Két pont között melyik a gravitációs erő hatására leggyorsabban befutható pálya?
Tegyük fel, hogy a test csúszás és súrlódásmentesen halad végig a pályán a P1 pontból a P2 pontba. Ekkor a menetidőt az
{\displaystyle t=\int _{P_{1}}^{P_{2}}{\frac {\mathop {{\text{d}}s} }{v}}}
integrál adja meg, feltéve, hogy s a görbe ívhossza. A sebesség kifejezését az energiamegmaradás tétele segítségével kapjuk meg:
{\displaystyle {\frac {mv^{2}}{2}}=mgy\Rightarrow v={\sqrt {2gy}}}.
Az ívelemet euklideszi térben az
{\displaystyle \mathop {{\text{d}}s} ={\sqrt {\mathop {{\text{d}}x^{2}} +\mathop {{\text{d}}y^{2}} }}={\sqrt {1+y'^{2}}}\mathop {{\text{d}}x} }
kifejezés adja meg, így kapjuk az integrálra:
{\displaystyle t=\int _{P_{1}}^{P_{2}}{\sqrt {\frac {1+y'^{2}}{2gy}}}\mathop {{\text{d}}x} }.
Erre akár már rá is ugraszthatnánk az Euler-féle differenciálegyenletet, azonban vegyük észre, hogy az integrandus nem tartalmazza x-et expliciten. Ekkor a Beltrami-azonosság alapján egyszerűsíthetünk:
{\displaystyle f-y'{\frac {\partial f}{\partial y'}}=C}.
Ebből megkapjuk a megoldandó egyenletet:
{\displaystyle {\frac {1}{{\sqrt {2gy}}{\sqrt {1+y'^{2}}}}}=C}
Ezt átrendezve az alábbi kifejezést kapjuk:
{\displaystyle \left(1+y'^{2}\right)y={\frac {1}{2gC^{2}}}=k^{2}}
A fenti egyenletnek a megoldása paraméteresen:
{\displaystyle \left.{\begin{aligned}x&={\frac {1}{2}}k^{2}\left(\Theta -\sin \Theta \right)\\y&={\frac {1}{2}}k^{2}\left(1-\cos \Theta \right)\end{aligned}}\right\}}.
Ez éppen egy ciklois egyenlete.

### Mozgástörvények
Ha a testet valamilyen {\displaystyle S} hatása éri, milyen pályán fog mozogni?
A test mozgását az {\displaystyle L} Lagrange-függvény írja le. Ez  függhet az általános koordinátáktól és azok időszerinti deriváltjaitól, illetve expliciten az időtől:
{\displaystyle L(q,{\dot {q}},t)}.
Legyenek adottak a kezdő- {\displaystyle (t_{1},q_{1})} és végpontok {\displaystyle (t_{2},q_{2})}. Ekkor a Hamilton-elv kimondja, hogy a test úgy fog mozogni, hogy az így definiált hatás,
{\displaystyle S=\int _{t_{1}}^{t_{2}}L(q,{\dot {q}},t)\mathop {{\text{d}}t} }
stacionárius legyen. Ekkor, ha variáljuk a hatást az általános koordináták és azok deriváltjai szerint, majd elvégezzük a parciális integrálást, akkor a következő egyenletet kapjuk
{\displaystyle {\frac {\partial L}{\partial q}}-\mathop {\frac {\text{d}}{{\text{d}}t}} {\frac {\partial L}{\partial {\dot {q}}}}=0},
amelyet Euler–Lagrange-egyenletnek nevezzünk. Ha több koordinátától is függ a Lagrange-függvény, akkor ez egy parciális differenciálegyenlet-rendszerre vezet:
{\displaystyle \left.{\begin{aligned}{\frac {\partial L}{\partial q_{1}}}-\mathop {\frac {\text{d}}{{\text{d}}t}} {\frac {\partial L}{\partial {\dot {q}}_{1}}}&=0\\{\frac {\partial L}{\partial q_{2}}}-\mathop {\frac {\text{d}}{{\text{d}}t}} {\frac {\partial L}{\partial {\dot {q}}_{2}}}&=0\\&\vdots \\{\frac {\partial L}{\partial q_{i}}}-\mathop {\frac {\text{d}}{{\text{d}}t}} {\frac {\partial L}{\partial {\dot {q}}_{i}}}&=0\end{aligned}}\right\}}
Mivel minden egyenlet legfeljebb másodrendű differenciálegyenlet, ezért a megoldásokban egyenletenként legfeljebb 2-2 állandó szerepel.
Az inerciarendszernek tulajdonsága a homogenitás és izotrópia, így ezekben a Lagrange-függvény nem tartalmazza sem a hely, sem az időkoordinátát expliciten. Ezért a differenciálegyenlet első tagja azonosan nulla, tehát a feladat redukálódik a
{\displaystyle \mathop {\frac {\text{d}}{{\text{d}}t}} {\frac {\partial L}{\partial {\dot {q}}}}=0}
egyenletre.
A tér homogenitása miatt a Lagrange-függvényben a sebességnek csak a nagysága szerepelhet, azaz {\displaystyle L=L(v^{2})}. A differenciálegyenlet megoldása a {\displaystyle v={\dot {q}}=c} függvény, ahol c állandó. Tehát inerciarendszerben a test sebessége állandó. Ez egyben Newton I. törvénye is.
A függvény tehát az {\displaystyle L=a{\vec {v}}^{2}} alakot ölti. Itt {\displaystyle a} tetszőleges állandó, amit a fizikában {\displaystyle a={\frac {m}{2}}}-nek választunk, és m-et tömegnek nevezzük.
Két test kölcsönhatásakor a mozgásukon kívül a kettejük közötti kölcsönhatás is szerept játszik, ezt a koordinátáiktól függő {\displaystyle U=U(q_{1},q_{2})} függvénnyel vesszük figyelembe. Ekkor a rendszer Lagrange-egyenlete:
{\displaystyle L={\frac {m_{1}}{2}}v_{1}^{2}+{\frac {m_{2}}{2}}v_{2}^{2}-U(q_{1},q_{2})}
Erre felírva a variációs egyenletet, kapjuk, hogy
{\displaystyle \left.{\begin{aligned}\mathop {\frac {\text{d}}{{\text{d}}t}} {\frac {\partial L}{\partial v_{1}}}&={\frac {\partial L}{\partial q_{1}}}\\\mathop {\frac {\text{d}}{{\text{d}}t}} {\frac {\partial L}{\partial v_{2}}}&={\frac {\partial L}{\partial q_{2}}}\end{aligned}}\right\}}
Feltételezve, hogy {\displaystyle {\dot {m}}=0}, a két testre vonatkozó mozgásegyenlet:
{\displaystyle \left.{\begin{aligned}m_{1}{\frac {\mathop {\text{d}} v}{{\text{d}}t}}&=-{\frac {\partial U}{\partial q_{1}}}\\m_{2}{\frac {\mathop {\text{d}} V}{{\text{d}}t}}&=-{\frac {\partial U}{\partial q_{2}}}\end{aligned}}\right\}}
Ha az egyenletek jobb oldalán álló mennyiségeket F-fel jelöljük, akkor megkaptuk a II. és III. Newton-törvényt is.
Általában tehát a fizikai rendszer Lagrange-függvénye két részből áll:
{\displaystyle L=K({\dot {q}})-U(q)}.
Itt K a kinetikus energia, U pedig a potenciális energia névnek örvend.

## Lásd még
- Brachisztochron-probléma
- Lagrange-féle mozgásegyenletek